# Ugliano
Ugliano (in croato Ugljan) è un'isola della Dalmazia settentrionale, in Croazia, situata di fronte a Zara. Amministrativamente appartiene alla regione zaratina, suddivisa nei comuni di Oltre, Cuclizza e Calle.
L'isola è tra le più densamente popolate dell'Adriatico, nel 2011 contava 6 049 abitanti; le principali località sono: Ugliano (Ugljan), Lucorano (Lukoran), Sant'Eufemia (Sutomišćica), Pogliana (Poljana), Oltre (Preko), Calle (Kali) e Cuclizza (Kukljica).

## Geografia
L'isola di Ugliano fa parte dell'arcipelago zaratino, e così come le isole vicine si sviluppa lungo un asse orografico con andamento nord-sud. L'isola è formata da calcari e in parte da dolomie. La forma allungata dell'isola (22 km per 3,8 km di larghezza) ne ha determinato anche l'assetto viario: una sola strada collega le principali località, che sono tutte rivolte verso la costa dalmata. L'estremità settentrionale, punta San Pietro (rt Sv. Petar), racchiude, con punta Ovina (rt Ovčjak) ad ovest, l'insenatura di valle Molina (Muline). A sud, tra punta Zablenisca o Lamiune (Japlenički rt) e punta Secca o Caranton (rt Karantun), ci sono le valli Lamiane Grande (Vela Lamjana), Lamiane Piccola (Mala Lamjana) e valle Busa (uvala Sabuša). Le due valli Lamiane a loro volta sono divise da punta dei Frati (rt Frataščina).
Ugliano è separata dalla terraferma per mezzo del canale di Zara (Zadarski kanal) e dall'isola di Eso tramite il canale di Mezzo. Meno netta è la separazione con le isole contermini: a nord Sestrugno è distante solo 2 km; Rivani a circa 450 m separata dallo stretto di Ugliano (Veli Ždrelac), detto anche canale del Grande San Luca Velli, mentre a sud l'isola di Pasman è addirittura collegata tramite un ponte carrozzabile gettato sullo stretto di Sdrelaz (Mali Ždrelac). 
L'isola ha una superficie di 51,05 km² e lo sviluppo costiero è di 78,74 km. La vetta più alta è il monte Grande (Šćah) che raggiunge i 288 m e si trova nella parte centrale di Ugliano, poco più a sud si erge il monte San Michele alto 249,6 m (Sv. Mihovil).
La città di Zara è distante appena 4 km in linea d'aria ed è regolarmente collegata da traghetti che partono dal capoluogo Oltre.

### Isole adiacenti
- Rivani (Rivanj), a nord-ovest della punta settentrionale di Ugliano.
- Idolo (Idula), a circa 540 m[20] da punta San Pietro.
- San Paolo (Galovac o Školji), piccolo isolotto di fronte a Oltre.
- Calugerà (Ošljak), a circa 850 m[20] dalla costa, tra Oltre e Calle.
- Isolotto dei Sorci (Mišnjak), a sud-est del porto di Cuclizza.
- Caranton[2][21][22] (Karantunić), piccolo isolotto 150 m a sud della punta meridionale di Ugliano; misura circa 210 m per 180[20], ha un'area di 0,029 km²[1] e la costa lunga 0,64 km[1]44°00′28″N 15°14′23″E.
- Possidaria[2][23], Bisacce[24] o Bisaghe[25] (Bisage), isolotto a forma di otto, lungo circa 330 m, con un'elevazione si 16 m[20], ha un'area di 0,046 km²[1] e la costa lunga 0,86 km[1]; è situato circa 780 m a sud-ovest di punta Loparić e a nord-ovest di punta Secca (rt. Karantun) 44°01′23″N 15°13′10″E.
- Nudo[2][26] (Golac), scoglio rotondo situato circa 220 m ad ovest di punta Loparić 44°01′42″N 15°13′33″E.

L'isolotto dei Sorci, Caranton, Bisacce e Nudo fanno parte del comune di Cuclizza.
- Scoglio Grande (Veli Školj), a sud di valle Lamiane Grande, appartiene al comune di Calle[27].
- scoglio Pokliba[25] (Pohliba), ha un'area di 1607 m²[27]; si trova a nord dello scoglio Grande, nella valle Lamiane Grande 44°02′10″N 15°12′24″E.

## Storia
L'isola è stata abitata fin dalla preistoria e venne nominata da Plinio il Vecchio col nome di Lissa. Nel Medioevo prese il nome di San Michele, per poi essere nominata col nome attuale nel 1325. All'epoca dei Romani era abitata prevalentemente lungo il versante nordoccidentale, come testimoniano alcuni reperti archeologici che hanno anche attestato l'antica produzione di olio di oliva. Alcuni ritengono che il nome attuale dell'isola contenga qualche riferimento etimologico alla parola olio (in croato ulje).
Promessa all'Italia nel Patto di Londra, passò, nonostante questo, al Regno dei Serbi, Croati e Sloveni nel 1921. Dal 1941 al 1943 fu annessa al Regno d'Italia così come larga parte della Dalmazia e fu inclusa successivamente nel Governatorato della Dalmazia, nell'ampliata provincia di Zara. Nel 1945, dopo la fine della seconda guerra mondiale, Ugliano entrò a far parte della Repubblica Socialista di Croazia, stato federato della Jugoslavia, per poi passare alla Croazia indipendente nel 1991.

## Architettura
Molte le vestigia del passato veneziano dell'isola: la fortezza di San Michele del XIII secolo sul monte omonimo (Sv. Mihovil), edificato in epoca incerta ove si trovava un monastero benedettino Sancti Michaelis de Monte della fine dell'XI secolo, passato in mano ai Veneziani nel 1345-1346 durante l'assedio di Zara e ristrutturato nella seconda metà del XIV secolo.
Presso la località di Gornje Selo (Alta Villa), c'è il Castel Califfi (in croato dvorac Califfi), edificato dalla nobile famiglia veneziana dei Califfi nel XVII secolo.

## Società

### Comunità italiana
Ebbe una significativa componente italofona fino all'Ottocento. In seguito l'isola venne annessa al Regno di Jugoslavia alla fine della prima guerra mondiale, ciò provocò una forte diminuzione numerica della minoranza di madrelingua italiana. La diminuzione continuò fino a dopo la seconda guerra mondiale. Oggi, secondo il censimento del 2011, nell'isola sono rimasti pochissimi italiani.

### Cartografia
- (HR) Mappa topografica della Croazia 1:25000, su preglednik.arkod.hr. URL consultato l'8 aprile 2017.
- G. Giani, Carta prospettiva delle Comuni censuarie della Dalmazia, foglio 2, 1839. Fondo Miscellanea cartografica catastale, Archivio di Stato di Trieste.
- Carta di cabottaggio del mare Adriatico, foglio VII, Milano, Istituto geografico militare, 1822-1824. URL consultato il 12 aprile 2017 (archiviato dall'url originale il 13 aprile 2013).